# Inténtalo (Deluxe Edition)
El ritmo tribal-guarachero que crearon ya fue reconocido en Estados Unidos y Latinoamérica, pero ahora los integrantes de 3BallMTY le dieron un nuevo plus estilo “Deluxe” a su álbum.
El trío de DJ’s conformado por Erick Rincón, Sheeqo Beat y DJ Otto, lanzaron el disco Inténtalo Deluxe Edition, una versión con material extra de su álbum debut Inténtalo que aseguran que le hace honor a su calificativo de lujo.

## Lista de canciones
| N.º | Título                                                          | Duración |  |
| 1.  | «Inténtalo» (con América Sierra & El Bebeto)                    | 3:13     |  |
| 2.  | «Baile de Amor» (con Favela)                                    | 3:10     |  |
| 3.  | «Solos Tú y Yo» (con Smoky)                                     | 3:02     |  |
| 4.  | «Tipsy» (con Milkman)                                           | 3:23     |  |
| 5.  | «Ritmo Alterado»                                                | 3:39     |  |
| 6.  | «Mala Mujer» (con Horacio Palencia & Smoky)                     | 3:33     |  |
| 7.  | «Amantes Guaracheros»                                           | 3:22     |  |
| 8.  | «Este Ritmo (con sabor)»                                        | 3:43     |  |
| 9.  | «Tu Carita» (con Morenito de Fuego)                             | 3:38     |  |
| 10. | «Te Digo Bye Bye» (con Smoky)                                   | 3:03     |  |
| 11. | «Besos al Airé» (con América Sierra & Smoky)                    | 3:48     |  |
| 12. | «Todos a Bailar»                                                | 3:46     |  |
| 13. | «Tribal Guarachoso»                                             | 3:09     |  |
| 14. | «Hipsters Con Botas»                                            | 3:17     |  |
| 15. | «Inténtalo» ((con América Sierra & El Bebeto) [Mijangos Remix]) | 6:40     |  |
| 16. | «Inténtalo» ((con América Sierra & El Bebeto) [Dj Münki Remix]) | 5:12     |  |
| 17. | «Video: Besos al Airé» (con América Sierra & Smoky)             | 3:56     |  |
| 18. | «Video: Baile de Amor» (con Favela)                             | 3:20     |  |
| 19. | «Video: Inténtalo» (con América Sierra & El Bebeto)             | 3:30     |  |
| 20. | «Video: Tribal Guarachoso»                                      | 3:10     |  |
| 21. | «Detrás de Cámaras: Besos al Airé» (con América Sierra & Smoky) | 3:55     |  |
| 22. | «Detrás de Cámaras: Baile de Amor» (con Favela)                 | 1:01     |  |
| 23. | «On Tour - México D.F.»                                         | 2:14     |  |
| 24. | «Digital Booklet - Inténtalo Deluxe Edition 2012»               |          |  |

- Datos: Q17634955